# Unisport de Bafang
El Unisport FC de Bafang es un equipo de fútbol de Camerún que juega en la Segunda División de Camerún, la segunda liga de fútbol más importante del país.

## Historia
Fue fundado en el año 1959 en la ciudad de Bafang. Ha sido campeón de liga en 1 ocasión y ha sido 1 vez campeón de Copa en 4 finales jugadas.
A nivel internacional ha participado en 6 torneos continentales, donde su mejor participación ha sido en la Copa CAF de 1996 en la que avanzó hasta los cuartos de final.

## Palmarés
- Primera División de Camerún: 1

1996.
- Copa de Camerún: 1

2012
- - Subcampeón: 3

2000, 2005, 2011.

## Participación en competiciones de la CAF
| Temporada | Torneo                       | Ronda            | Club                  | Casa | Visita | Global      |
| --------- | ---------------------------- | ---------------- | --------------------- | ---- | ------ | ----------- |
| 1994      | Copa CAF                     | 1                | Gomido FC             | 3-0  | 0-0    | 3-0         |
| 1994      | Copa CAF                     | 2                | Diamond Stars FC      | 2-0  | 2-1    | 4-11        |
| 1996      | Copa CAF                     | 1                | FC 105 Libreville     | 4-0  | 0-0    | 4-0         |
| 1996      | Copa CAF                     | 2                | Enugu Rangers         | 1-1  | 1-0    | 2-1         |
| 1996      | Copa CAF                     | Cuartos de final | ES Sahel              | 1-0  | 1-4    | 2-4         |
| 1997      | Liga de Campeones de la CAF  | 1                | Munisport             | 2-0  | 0-2    | 2-2 (5-4 p) |
| 1997      | Liga de Campeones de la CAF  | 2                | Ferroviário de Maputo | 1-0  | 1-4    | 2-4         |
| 2012      | Copa Confederación de la CAF | Preliminar       | Séwé Sports           | 0-0  | 1-0    | 1-0         |
| 2012      | Copa Confederación de la CAF | 1                | Heartland FC          | 0-0  | 1-2    | 1-2         |
| 2013      | Copa Confederación de la CAF | Preliminar       | US Bougouni           | 0-1  | 0-2    | 0-3         |
| 2015      | Copa Confederación de la CAF | Preliminar       | Olympique de Ngor     | 1-0  | 1-3    | 2-3         |

1- Unisport fue descalificado por alinear a un jugador inelegible en el partido de vuelta.

## Jugadores

### Jugadores destacados
- Serge Branco
- Bonaventure Djonkep
- Dennis Dourandi
- Andé Dona Ndoh
- Joel Mbeh Nje
- Amand Basile Simamo
- Alphonse Tchami
- Bonaventure Djonkep
- Kouassi Joseph